# Georg Rudolf Boehmer
Georg Rudolf Boehmer ( 1 de octubre de 1723, Legnica - 4 de abril de 1803, Wittenberg ) fue un médico, briólogo, micólogo, y botánico polaco-alemán.
Estudió en la Universidad de Leipzig; y fue profesor de botánica y de anatomía en Wittemberg, discípulo de Christian Gottlieb Ludwig (1709-1773).

## Honores

### Epónimos
Géneros botánicos
- Boehmeria Jacq. familia de las Urticaceae
- Boehmeriopsis Kom. familia de las Moraceae

Especies
- (Crassulaceae) Cotyledon boehmeri Makino[1]
- (Crassulaceae) Orostachys boehmeri (Makino) Hara[2]
- (Poaceae) Phleum boehmeri Wibel[3]
- (Rosaceae) Prunus boehmeri Koehne[4]

## Obras
- Lexicon rei herbariae
- Bibliotheca scriptorum historiae naturalis, oeconomiae aliarumque artium ac scientiarum, Leipzig, 1785 y en años sucesivos, 9 volúmenes in-8
- Historia técnica de las plantas que son empleadas en los trabajos, las artes y las manufacturas (en alemán), 1794
- Systematisch-literarische Handbuch der Naturgeschichte, Ökonomie und anderer damit verwandter Wissenschaften und Künste

- La abreviatura «Boehm.» se emplea para indicar a Georg Rudolf Boehmer como autoridad en la descripción y clasificación científica de los vegetales.[5]